# Banque d'Amsterdam
La Banque d’Amsterdam (Amsterdamsche Wisselbank) est une des premières banques de dépôt européennes. Créée en 1609 avec la garantie et l’accord des États de Hollande, c'est une banque publique placée sous le contrôle de la municipalité de la ville dotée du monopole du change (Wisselbank). Entre 1609 et 1820, année de sa liquidation, la banque sera un des éléments qui feront d'Amsterdam une des premières places financières du monde avant de décliner face notamment à la montée de Londres. Si la banque d’Amsterdam influera sur l’évolution économique et sociale du pays et sa place en Europe, le déclin relatif des Provinces-Unies scellera également celui de la Wisselbank.
Fondée au départ pour faciliter les transactions financières des Provinces-Unies des espèces obérées par des monnaies de mauvais aloi, elle va instaurer après une période de tâtonnements une monnaie de banque au cours stable, basée sur sa contrepartie en monnaies ou en métaux précieux entreposés dans ses coffres. Grâce à une politique libérale de circulation des capitaux, ce « florin banco » va devenir un instrument de paiement respecté dans toute l'Europe qui lui apportera des agios importants.
Citée en exemple par les économistes libéraux, notamment Adam Smith, considérée comme une institution encore archaïque et précapitaliste par les économistes marxistes, elle est au début du XXIe siècle l'objet d'un regain d'intérêt auprès des spécialistes des mathématiques financières. Stephen Quinn et William Roberds soutiennent que dans l'histoire assez obscure sur la façon dont nous sommes passés d'une monnaie métallique à notre système actuel, l'innovation clé, « la création d'une unité de compte qui pouvait être préservée seulement à travers des opérations d'open market eut lieu au XVIIe siècle en Hollande ».

## Histoire

### Essor économique et maritime des Provinces-Unies

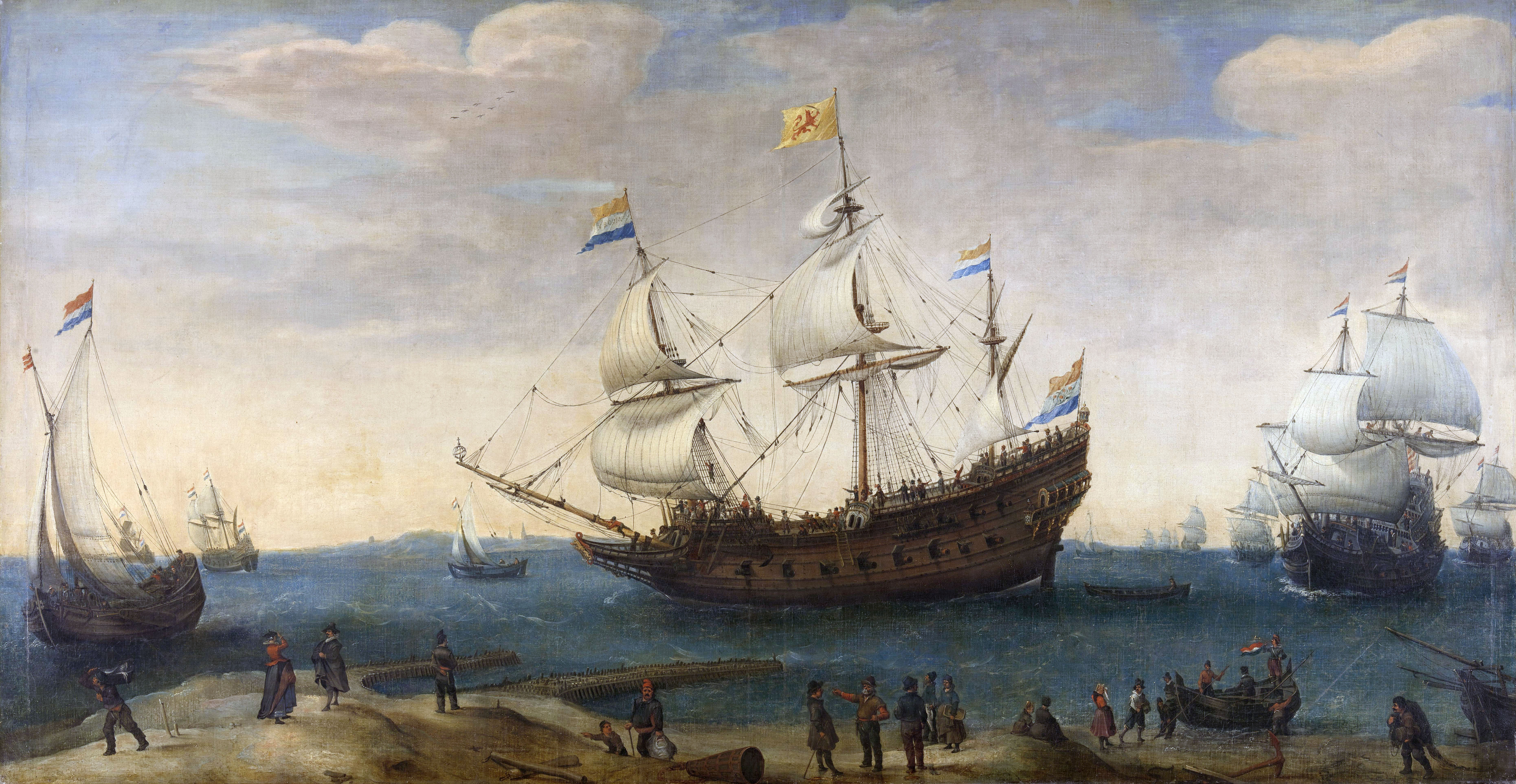
Le Mauritius et d’autres navires de la compagnie des Indes orientales, vers 1600, par le peintre Hendrick Cornelisz Vroom.

En 1581, les sept provinces septentrionales des Pays-Bas espagnols déclarent leur indépendance. Soucieuses de préserver celle-ci, elles s’organisent sous l’autorité souveraine des états généraux que préside le « grand pensionnaire », titre assumé par Johan van Oldenbarnevelt de 1589 à 1619. Chaque province est alors placée sous l’autorité d'un lieutenant, le stathouder. Avec ses ports — Rotterdam, Dordrecht, mais surtout Amsterdam — ouverts sur un commerce maritime en pleine expansion, la Hollande est sans doute alors la plus puissante et la plus florissante des sept provinces. Les armateurs hollandais, notamment la Compagnie van Verre d’Amsterdam, constituent une flotte commerciale, qui permet aux investisseurs de réaliser de jolis profits sur les sommes engagées. Afin d’éviter une concurrence contreproductive, ces sociétés unissent leurs efforts en 1600 pour créer la « compagnie unifiée des Indes orientales d’Amsterdam » à laquelle la ville octroie un monopole sur le commerce asiatique. À cette époque, d’autres compagnies sont créées dans le reste des Provinces-Unies, mais aucune n’est suffisamment puissante pour tenir tête aux Espagnols. Inquiet devant cette menace, le gouvernement des Provinces-Unies fait pression sur ces sociétés afin qu'elles fusionnent en 1602, devenant la Compagnie néerlandaise des Indes orientales, société anonyme cotée en Bourse. La compagnie est alors dirigée par un conseil de dix-sept membres, dont huit nommés par la chambre d’Amsterdam qui finance la moitié des dépenses de l’organisation et en retira des bénéfices importants. La Hollande s’assure ainsi un quasi-monopole sur le commerce maritime, grâce à ses forces navales qui peuvent tenir tête aux rivaux espagnols et portugais. Les Provinces-Unies renforcent leur mainmise sur le commerce international et entrent dans une ère où ils devinrent « les intermédiaires obligés du commerce universel ». Comme toutes les villes portuaires de l’époque, confrontées à un afflux de monnaies étrangères, Amsterdam a recours aux services des banques privées et des officines de change, les « caissiers » (kassier).
Les immigrés protestants venus du sud des Pays-Bas, qui ont fui les guerres de religion et l'Empire espagnol pour se réfugier au nord des Pays-Bas, forment la majorité des 320 actionnaires de la banque d'Amsterdam à sa création et 38 % des actionnaires de la Compagnie néerlandaise des Indes orientales. Ils représentent jusqu'à 80 % de la population de villes comme Middelbourg ou Leyde, la nouvelle capitale de l'imprimerie, succédant à Anvers.

### Contexte monétaire

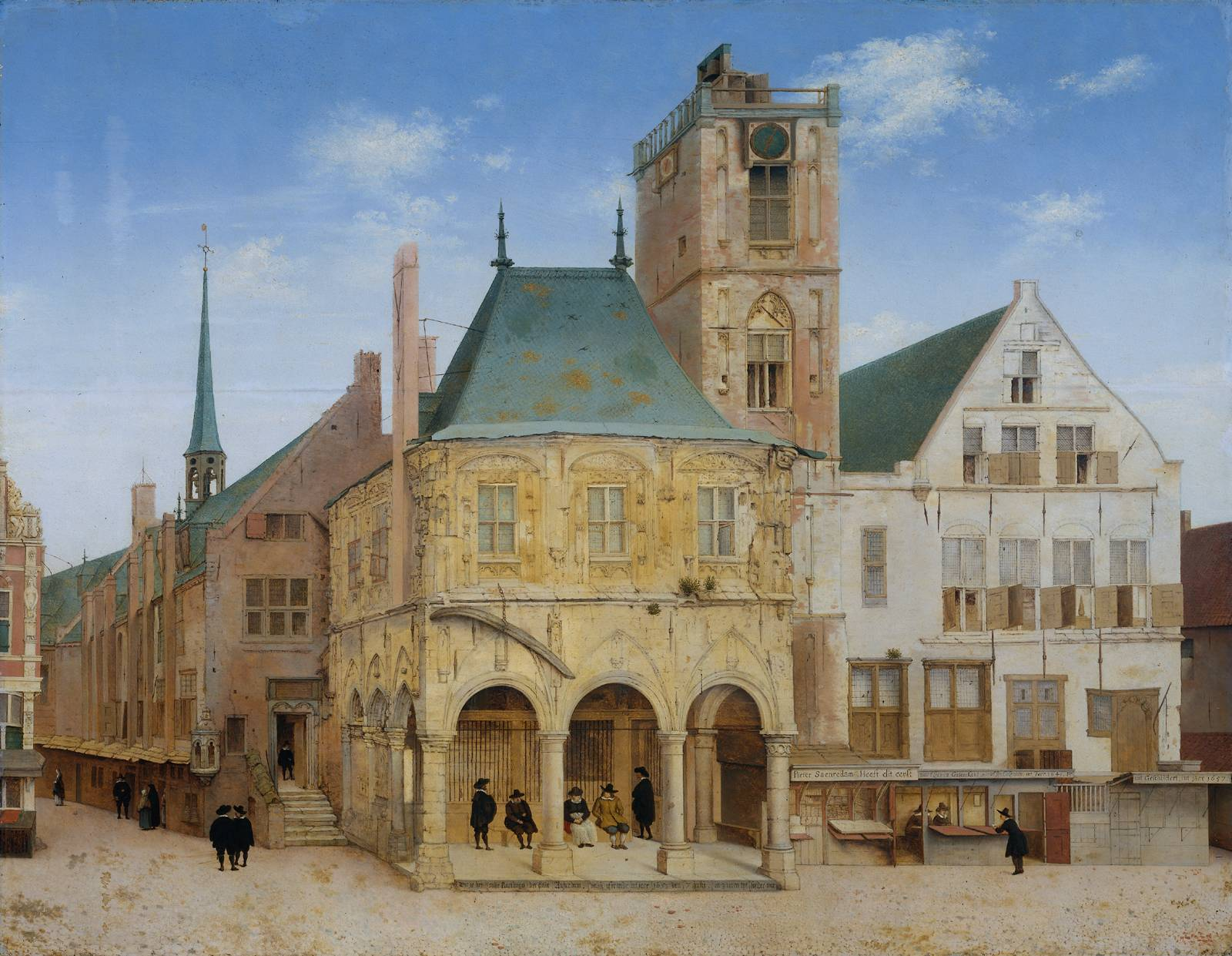
Ancien hôtel de ville d'Amsterdam où la banque fut fondée en 1609.

Dans l'Europe de la Renaissance, la monnaie des petits États commerçants tels que Gênes, Hambourg, Venise et Nuremberg est constituée en grande partie d'espèces étrangères. Le développement des échanges commerciaux à l'aube du siècle d'or néerlandais attire également vers les Provinces-Unies une quantité de pièces métalliques issues d'une multiplicité de sources autorisées à battre monnaie. En 1600, on compte plus de 800 pièces différentes en circulation dans la ville. Toutes ces espèces circulent librement dans toute l'Europe et il n’est pas toujours facile de savoir ce qu'elles valent.
Les pièces en circulation depuis un certain temps sont usées et rognées de sorte que leur valeur réelle (leur poids en or ou en argent) est largement inférieur à leur valeur faciale, générant de multiples conflits et obligeant les négociants et les changeurs à tenir des livres de comptes compliqués où sont enregistrées les fluctuations du cours de toutes les monnaies. Les changeurs d’or et les officines de change sont alors indispensables. C'est là que, moyennant un agio, s’établit la valeur réelle et relative des différentes monnaies et que le change avait lieu. Malheureusement, ces changeurs ne sont pas toujours dignes de confiance et l'afflux de pièces de mauvais aloi risque de déprécier la valeur de la monnaie d’un petit État.
Selon Adam Smith, la valeur de la monnaie en circulation à Amsterdam avant 1609 est inférieure de 9 % à celle de la monnaie fraîchement battue. Cette « bonne » monnaie ne reste d'ailleurs pas longtemps en circulation car elle était rapidement refondue, la valeur réelle de son métal précieux étant supérieure à sa valeur faciale. Comme la valeur nominale des pièces était fixée par ordonnance, les grands bénéficiaires de ces opérations étaient les kassiers qui pouvaient échanger les lettres de change contre de la monnaie dévaluée et les ateliers de monnaie extérieurs qui refondaient les bonnes pièces pour en produire un grand nombre de pièces plus légères. La ville d’Amsterdam avait essayé d'interdire ces pratiques frauduleuses mais les commerçants étant obligés de recourir aux services des kassiers, l'ordonnance de 1604 était restée lettre morte.

### Création de la banque pour lutter contre la «mauvaise» monnaie

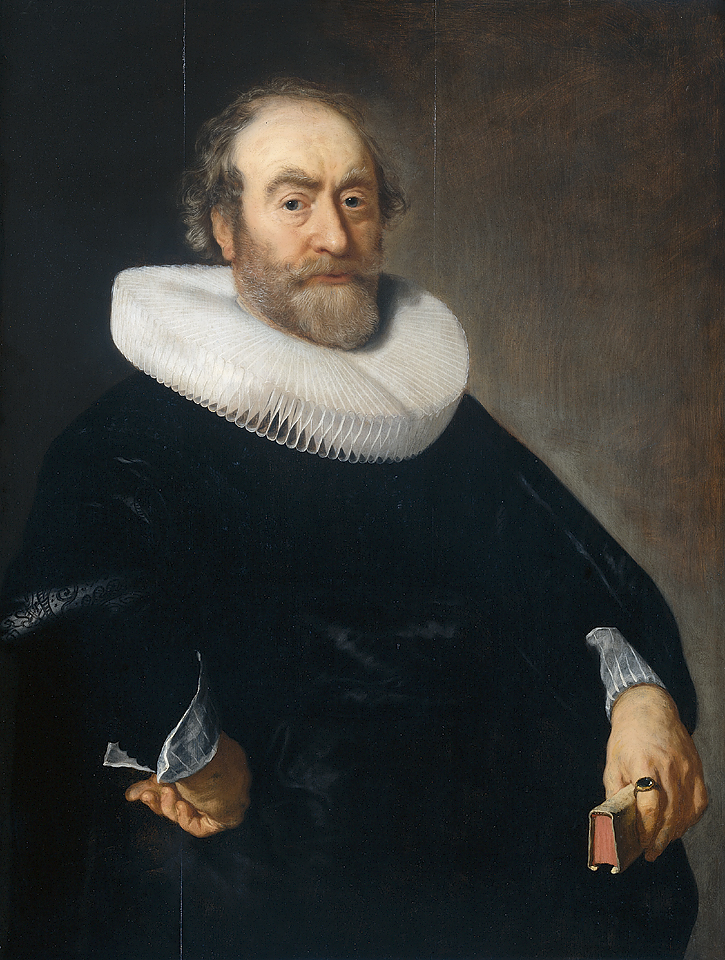
Portrait d', par Bartholomeus van der Helst, 1642. Membre d'une de ces riches familles amstellodamoises associées à la création de la Wisselbank, Bicker en fut un des trois commissaires en 1624, comme son frère Cornelis Bicker Gerritsz en 1625, 1627, 1629, 1631-34, 1641-46.

En 1609, désireux de remédier à cette situation, le conseil de la ville d’Amsterdam ouvrit une banque dans l’enceinte de l’hôtel de ville. Selon Lucien Gillard, l’objectif des autorités n’était pas de faire des bénéfices mais de remettre de l’ordre dans la monnaie pour restaurer la confiance. Cette banque était régie par des officiers assermentés, caissiers, employés aux écritures et à la comptabilité, gardes du trésor, sous l’autorité des édiles d’Amsterdam. Les trois commissaires (commissarissen) de la Wisselbank étaient renouvelés tous les ans, mais leur liste chronologique montre les mêmes noms revenant régulièrement. Les trois premiers furent Frans Henricksz Oetgens van Waveren, Dirck Jacobsz Bas (Dr Dirck Bas, 1569-1637) et Dirk de Vlaming van Oudshoorn (1574-1642). Ce dernier, membre de la noblesse, faisait partie du conseil municipal lors de la création de la banque et fut maire d’Amsterdam en 1630 et 1642.
La banque commença par accepter les espèces étrangères et locales à leur valeur intrinsèque ; les mauvaises pièces partaient au « billon », les retraits en bonne monnaie se faisaient moyennant une commission qui devait couvrir les frais de monnayage et de fonctionnement et la banque ne prêtait pas d'argent. Le solde des clients était porté dans les livres de compte à leur crédit. Ils pouvaient régler leur factures en « monnaie de banque » par simple virement (la « lettre de change » était connue depuis le Moyen Âge). Contrairement aux retraits, les transferts d'un compte à un autre se faisaient gratuitement, ce qui, vu le nombre de transactions effectuées dans la ville, attira des clients. Enfin la municipalité interdit dans un premier temps les activités des kassiers, ce qui lui donna un monopole de fait sur la place d’Amsterdam.
Cependant les mauvaises pratiques continuaient dans les régions voisines, faisant monter le prix du rixdale hollandais et affluer les monnaies de moindre aloi comme le patagon de Flandres. La ville d'Amsterdam prit une nouvelle série de mesures pour essayer de stabiliser le marché du change en 1619, 1622, et 1638, avant de finir, vers 1640, par tolérer l'existence de deux instruments de paiement parallèles, le florin banco et le florin courant. La différence entre les deux était fluctuante et formait l’agio. Lorsqu'en 1659, la république remplaça les monnaies étrangères par des espèces nationales, la valeur de celles-ci fut différente selon qu'elle était calculée en florins banco ou en florins courants.

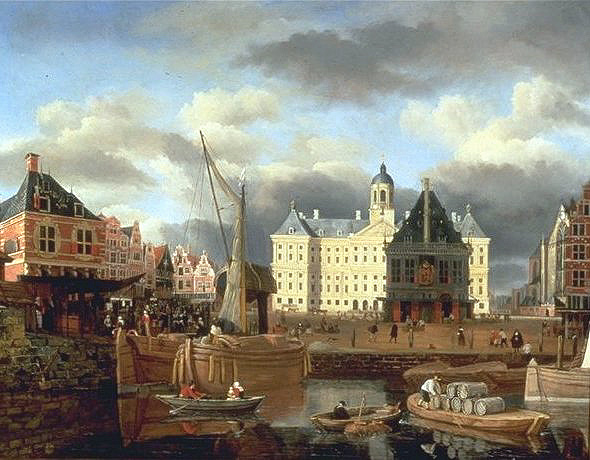
Le nouvel hôtel de ville édifié par Jacob van Campen (1595-1657) et terminé en 1662. Tableau de 1668.

### Naissance de la «monnaie de banque»

#### Instrument de paiement international
Étant toujours conforme à l'étalon monétaire et ne se dépréciant pas, la monnaie de banque finit par concurrencer les paiements au comptant. Une loi assura à la banque un monopole en obligeant toutes les transactions effectuées à Amsterdam pour une somme dépassant 600 florins hollandais à être réglées en monnaie de banque. Cette loi força les négociants à faire des dépôts de fonds, ce qui stimula l'usage de moyens de paiement bancaires.
À partir de 1683, en contrepartie d'un dépôt de métal précieux ou d'espèces, le client se voyait ouvrir un crédit en florins banco d'une valeur de 5 % inférieure au prix du métal sur le marché. La banque émettait un certificat de dépôt qui autorisait le dépositaire ou le porteur du certificat à retirer le métal de la banque au cours des six mois suivants, moyennant sa contrepartie en florins de banque et le paiement de frais, en quelque sorte des frais d'entrepôt. Si le client le préférait, il pouvait se contenter de payer des frais de banque tous les six mois et laisser le métal en dépôt. Dans les cas extrêmement rares où le client négligeait à la fois de payer ces frais et de retirer le métal dans les délais, celui-ci devenait propriété de la banque une fois les six mois révolus.
Ce florin de banque présentait plusieurs avantages sur les autres instruments de paiement. Il était à l'abri des incendies, des vols et autres accidents ; il était garanti par la ville d’Amsterdam ; les transactions étaient réglées par un simple virement, ce qui minimisait les frais de change et les aléas du transport. Enfin il était d'une qualité supérieure et fiable. Pour les paiements en espèces courantes, un shilling « sonnant et trébuchant » avait la même valeur faciale qu'un vieux shilling usé et rogné, alors que l'argent de la banque générait un agio, puisqu’il valait plus que sa valeur nominale.
En conséquence il n’était pas dans l'intérêt des clients de retirer des espèces de la banque, d’autant que les retraits ne pouvaient se faire que si le client avait d'abord payé les frais de garde. En 1686, le nombre des commissaires passa de trois à quatre, en 1715 de quatre à cinq, en 1716 à six, reflétant le développement des affaires de la banque et la croissance de la ville.
La confiance se développa rapidement dans les Provinces-Unies mais aussi à l'extérieur, et le commerce international s’en trouva grandement facilité. Le chaos monétaire du début du XVIIe siècle se calma peu à peu. Les bases étaient jetées qui allaient permettre le développement des banques centrales et de la monnaie fiduciaire.

#### Manne financière pour la banque
Une des retombées de la création de la banque fut le bénéfice qu'en retira la ville. En plus des frais de dépôt mentionnés ci-dessus, chaque client devait s’acquitter d'une somme de 10 florins à l’ouverture d'un compte, puis de 3 florins et 3 stivers à l'ouverture d’un compte supplémentaire. Chaque transaction portant sur des sommes supérieures à 300 florins lui coûtait 2 stivers, et montait à 6 stivers pour les sommes inférieures à ce montant car la banque souhaitait décourager la multiplication des petites transactions. Un client qui négligeait payer les frais de banque deux fois par an perdait 25 florins. Un client qui faisait un virement dépassant la somme figurant sur son compte payait un intérêt de 3 % sur son découvert.
La banque réalisa aussi de jolis bénéfices en négociant les pièces étrangères et les métaux précieux qui lui étaient échus à l'extinction des dépôts et en émettant de la monnaie de banque avec un agio de 5 % alors qu'elle la rachetait au taux de 4 %. Ces bénéfices suffisaient largement à couvrir le salaire du personnel de la banque et les frais de fonctionnement.

### La banque à la fin duXVIIIesiècle

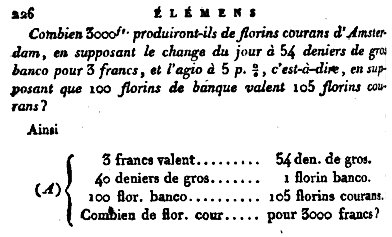
Extrait des Élémens d'algèbres de Leonhard Euler, 1774.

Dans les années 1760 et 1770, alors qu'Adam Smith rédige An Inquiry into the Nature And Causes of the Wealth of Nations, le rôle exemplaire de la banque d'Amsterdam sur le marché des changes européens lui vaut une longue digression au chapitre III de l'ouvrage. Vers la même époque paraît une traduction française des Éléments d'algèbre de Leonhard Euler, dont un passage reflète ce rôle central de la banque dans les transactions européennes : « Un négociant de Petersburg veut faire compter à Berlin une somme de 1000 ducats qu'il veut payer en roubles de Russie ; mais Pétersburg n'ayant pas de change ouvert avec Berlin, le change doit se faire par la Hollande ». Amsterdam est devenu le centre du marché des changes européens.

### Déclin et fermeture
La réputation de la place d'Amsterdam est ternie par un krach boursier aux retombées internationales, survenu en 1763. Un deuxième scandale éclabousse cette fois la banque en 1794 lorsqu'il est révélé qu'elle a consenti des crédits illégaux qui s'élèvent à des millions de florins, à diverses instances incapable de couvrir ces dettes, notamment la Compagnie néerlandaise des Indes orientales. Le scandale n'est toutefois qu'un élément parmi d'autres qui causèrent le déclin de la banque. Le 5 avril 1814, le roi Guillaume Ier des Pays-Bas crée la banque des Pays-Bas (De Nederlandsche Bank NV (DNB)) dotée du monopole d'émission des billets de banque.
Lorsque la banque d'Amsterdam ferme ses portes en 1820, les Pays-Bas ne sont plus le centre financier de l'Europe et du monde et que ce rôle est alors détenu par la City de Londres.

## Postérité
Au XVIIe siècle, la banque sert de modèle à d'autres établissements bancaires néerlandais ou étrangers. C'est ainsi que se créent les banques de Middelbourg (1616), de Hambourg (1619), de Delft (1621), de Rotterdam (1635) et de Stockholm (1656).
Au XVIIIe siècle, Jean-Pierre Ricard décrit par le menu la façon d'ouvrir un compte, de le solder, de faire ou de recevoir des virements ; il précise les jours d'ouverture et de fermeture sans oublier d'énumérer (avec une certaine admiration) les mesures tatillonnes de la banque pour décourager la fraude ou l'insouciance des clients. Il ne dit rien de l'impact économique et financier de l'institution.
Dans son Dictionnaire philosophique portatif, Voltaire définit la coexistence d'une monnaie de banque, de monnaies en espèces et les frais d'agio qui en résultent, comme un moyen calculé pour enrichir les banquiers aux dépens de leurs clients. Il compare trois systèmes : la simple banque de dépôt où va l'argent « que les particuliers déposent pour leur seule sûreté, sans en tirer de profit, comme on fit à Amsterdam en 1609 et à Rotterdam en 1636 ; » la banque autorisée par le gouvernement qui « paye au déposants un intérêt ; c'est ce qui se passe en Angleterre ; » et enfin la « banque des négociants » dont il résume ainsi le fonctionnement : « c'est pour la peine de ces messieurs, ou pour ceux qui m'escomptent mon billet ; cela s'appelle l'agio, du mot italien aider : on m'aide donc à perdre un sou par écu, et mon banquier m'aide encore davantage en m'épargnant la peine d'aller aux changeurs : il me fait perdre deux sous en me disant que l'agio est fort haut, que l'argent est fort cher ; il me vole, et je le remercie ».
De leur côté, les auteurs libéraux, Adam Smith le premier, insistent sur son rôle novateur.
En 1811, la banque d'Amsterdam fait l'objet d'un rapport du ministère français des Finances. Celui-ci en rappelle brièvement l'histoire, avant de conclure « telles sont les bases très simples de cette institution, qui rend encore quelques services ». La question qui se pose aux autorités françaises est de déterminer si la banque a besoin de l'approbation du gouvernement pour exister, ou s'il s'agit d'un établissement autorisé par le code du commerce. La banque apparaît alors inclassable : « ce n'est pas réellement une société, ce n'est qu'une caisse de dépôt, où il n'y a point de capital commun, point d'intérêt social, point de dividendes à partager […] On ne peut pas dire non plus que la banque d'Amsterdam soit une maison de prêt, ni un mont-de-piété ». Elle n'est pas non plus comparable à la Banque de France puisqu'elle n'émet pas de billets, même si les récépissés de la Wisselbank « circulent dans le commerce comme une monnaie fictive ».
Au XIXe et au XXe siècle, les économistes sont d'accord pour considérer que la Wisselbank a joué un rôle important aux Pays-Bas et en Europe mais que faute d'avoir su inventer des instruments financiers qui viendront plus tard, elle n'a pas réussi la transition qui en aurait fait une banque moderne, capable de jouer un rôle de banque centrale,. Les économistes marxistes notamment minimisent son rôle historique dans le développement du système bancaire moderne : « Pas plus que la Banque de Hambourg (1619), la Banque d'Amsterdam (1609) ne marque une époque dans le développement du crédit moderne. Elle fut simplement une banque de dépôts, et les bons qu'elle émit et qui circulèrent revêtus de l'endossement de ceux qui les avaient reçus n'étaient que des certificats attestant le dépôt de quantités déterminées de métal précieux monnayé ou non. »
Les économistes et les spécialistes de la finance considèrent alors que la Banque d'Angleterre est la première à avoir effectué cette transition.
Cette opinion a été récemment nuancée. En 2002, Henry C. K. Liu écrit dans Asia Times Online : « Lors de la montée en puissance de l'Europe dans les siècles précédents, le développement industriel ne s'est pas fait dans le cadre d'un système de marché libre mais d'intervention gouvernementale, les États assurant des capitaux d'investissement par le biais des banques nationales. Nous disposons de données démontrant de façon indéniable que toutes les nations qui n'ont pas su adopter une politique gouvernementale de financement industriel ont été incapables de se hisser au rang de puissance commerciale et militaire au XVIIe siècle, au XVIIIe siècle et au XIXe siècle. Le concept moderne de banque nationale est né aux Pays-Bas. La cheville ouvrière du succès économique de l'économie hollandaise au XVIIe siècle est la Wisselbank d'Amsterdam, fondée en 1609 pour fournir du crédit à la ville d'Amsterdam, à la province de Hollande et au commerce, en finançant la compagnie monopolistique des Indes orientales. »
En 2004, Lucien Gillard publie une analyse détaillée du fonctionnement de la banque entre 1609 et 1820. Il va encore plus loin en montrant que le florin banco a joué le rôle de monnaie européenne de facto entre le XVIIe et le XVIIIe siècle, à la fois en tant que monnaie de réserve, monnaie fiduciaire et monnaie de référence.
Les économistes américains Stephen Quinn et William Roberds ont passé les données disponibles au crible de l'analyse économétrique pour vérifier si la banque avait bien joué son rôle de stabilisateur du florin pendant les premières décennie de son existence,.

#### XVIIIesiècle
- Jean-Pierre Ricard, Le Négoce d'Amsterdam, Amsterdam, N.E. Lucas, 1722.
- James Denham-Steuart, An Inquiry into the Principles of Political Oeconomy, Dublin, 1767, partie III, chap. 1 (« Of Money of Account »).
- Adam Smith, Recherches sur la nature et les causes de la richesse des nations [« An Inquiry into the Nature And Causes of the Wealth of Nations »], 1776, partie III, chap. 4 (« Des banques de dépôt et notamment celle d'Amsterdam »).

#### XIXesiècle
- Jean-Baptiste Say, Traité d'économie politique, 1832 ;
- Adolphe Blanqui, Histoire de l'économie politique en Europe, Paris, Guillaumin, 1837, chap. XXX.Des banques de dépôt et en particulier de celle d'Amsterdam .
- Karl Marx, Le Capital [« Das Kapital »], vol. III : Le procès d'ensemble de la production capitaliste, 1865, chap. XXXVI (« La Période précapitaliste »).

#### XXesiècle
- Lucien Gillard, La banque d'Amsterdam et le florin européen : au temps de la République néerlandaise (1610-1820), Paris, École des hautes études en sciences sociales, 2004, 420 p. (ISBN 2-7132-2014-9).

### Articles
- Joost Jonker, « Lucien Gillard, La Banque d'Amsterdam et le Florin européen », Histoire et mesure, vol. XX, nos 3/4,‎ 2005 (lire en ligne).
- (en) Stephen Quinn et William Roberds, « The Big Problem of Large Bills: The Bank of Amsterdam and the Origins of Central Banking (Le Grand Problème des grosses factures : la banque d'Amsterdam et les origines du système de banque centrale) », Federal Reserve Bank of Atlanta,‎ 2005 (lire en ligne).
- (en) Stephen Quinn et William Roberds, « An economic Explanation of the Early Bank of Ansterdam, Debasements, Bills of Exchange, and the Emergence of the First Central Bank », Federal Reserve Bank of Atlanta,‎ 2006 (lire en ligne).
- (en) Stephen Quinn et William Roberds, « The Bank of Amsterdam and the Leap to Central Bank Money (la Banque d'Amsterdam et le saut vers une monnaie de banque centrale », American Economic Review, vol. 97, no 2,‎ mai 2007 (DOI 10.1257/aer.97.2.262).